# ذو القرنين
ذُو القَرنَين اسم شخص ورد في القرآن بصفته ملكًا عادلًا وعبدًا صالحًا من عباد الله، قد بنى ردماً يدفع به أذى يأجوج ومأجوج عن أحد الأقوام.
يحكي القرآن قصة ذي القرنين وأنه بدأ التجوال بجيشه في الأرض، داعياً إلى الله، فاتجه غرباً، حتى وصل منتهى الأرض المعروفة آنذاك، ﴿حَتَّى إِذَا بَلَغَ مَغْرِبَ الشَّمْسِ وَجَدَهَا تَغْرُبُ فِي عَيْنٍ حَمِئَةٍ وَوَجَدَ عِنْدَهَا قَوْمًا قُلْنَا يَا ذَا الْقَرْنَيْنِ إِمَّا أَنْ تُعَذِّبَ وَإِمَّا أَنْ تَتَّخِذَ فِيهِمْ حُسْنًا ۝٨٦﴾ (سورة الكهف، الآية 86)، وجاء في تفسير ابن كثير: «أَيْ رَأَى الشَّمْس فِي مَنْظَره تَغْرُب فِي الْبَحْر الْمُحِيط وَهَذَا شَأْن كُلّ مَنْ اِنْتَهَى إِلَى سَاحِله يَرَاهَا كَأَنَّهَا تَغْرُب فِيهِ».
وقد ذكر المفسرون أن سبب تسمية ذي القرنين تعود إلى وصوله للشرق والغرب، حيث يعبر العرب عن ذلك بقرني الشمس، وقيل لأنه كان له ضفيرتان من الشعر والضفائر تسمى قروناً، وقيل كان له قرنان تحت عمامته، وقيل غير ذلك، ولا يخفى أن هذه التفسيرات لم يقم على واحد منها دليل يجب الأخذ به وبالتالي فإن الأمر يظل أمراً غيبياً.

## في الإسلام

### في القرآن
ذُكر ذو القرنين في القرآن الكريم في سورة الكهف بدءاً من الآية 83 حتى الآية 98: ﴿وَيَسْأَلُونَكَ عَنْ ذِي الْقَرْنَيْنِ قُلْ سَأَتْلُو عَلَيْكُمْ مِنْهُ ذِكْرًا ۝٨٣ إِنَّا مَكَّنَّا لَهُ فِي الْأَرْضِ وَآتَيْنَاهُ مِنْ كُلِّ شَيْءٍ سَبَبًا ۝٨٤ فَأَتْبَعَ سَبَبًا ۝٨٥ حَتَّى إِذَا بَلَغَ مَغْرِبَ الشَّمْسِ وَجَدَهَا تَغْرُبُ فِي عَيْنٍ حَمِئَةٍ وَوَجَدَ عِنْدَهَا قَوْمًا قُلْنَا يَا ذَا الْقَرْنَيْنِ إِمَّا أَنْ تُعَذِّبَ وَإِمَّا أَنْ تَتَّخِذَ فِيهِمْ حُسْنًا ۝٨٦ قَالَ أَمَّا مَنْ ظَلَمَ فَسَوْفَ نُعَذِّبُهُ ثُمَّ يُرَدُّ إِلَى رَبِّهِ فَيُعَذِّبُهُ عَذَابًا نُكْرًا ۝٨٧ وَأَمَّا مَنْ آمَنَ وَعَمِلَ صَالِحًا فَلَهُ جَزَاءً الْحُسْنَى وَسَنَقُولُ لَهُ مِنْ أَمْرِنَا يُسْرًا ۝٨٨ ثُمَّ أَتْبَعَ سَبَبًا ۝٨٩ حَتَّى إِذَا بَلَغَ مَطْلِعَ الشَّمْسِ وَجَدَهَا تَطْلُعُ عَلَى قَوْمٍ لَمْ نَجْعَلْ لَهُمْ مِنْ دُونِهَا سِتْرًا ۝٩٠ كَذَلِكَ وَقَدْ أَحَطْنَا بِمَا لَدَيْهِ خُبْرًا ۝٩١ ثُمَّ أَتْبَعَ سَبَبًا ۝٩٢﴾﴿حَتَّى إِذَا بَلَغَ بَيْنَ السَّدَّيْنِ وَجَدَ مِنْ دُونِهِمَا قَوْمًا لَا يَكَادُونَ يَفْقَهُونَ قَوْلًا ۝٩٣ قَالُوا يَا ذَا الْقَرْنَيْنِ إِنَّ يَأْجُوجَ وَمَأْجُوجَ مُفْسِدُونَ فِي الْأَرْضِ فَهَلْ نَجْعَلُ لَكَ خَرْجًا عَلَى أَنْ تَجْعَلَ بَيْنَنَا وَبَيْنَهُمْ سَدًّا ۝٩٤ قَالَ مَا مَكَّنِّي فِيهِ رَبِّي خَيْرٌ فَأَعِينُونِي بِقُوَّةٍ أَجْعَلْ بَيْنَكُمْ وَبَيْنَهُمْ رَدْمًا ۝٩٥ آتُونِي زُبَرَ الْحَدِيدِ حَتَّى إِذَا سَاوَى بَيْنَ الصَّدَفَيْنِ قَالَ انْفُخُوا حَتَّى إِذَا جَعَلَهُ نَارًا قَالَ آتُونِي أُفْرِغْ عَلَيْهِ قِطْرًا ۝٩٦ فَمَا اسْطَاعُوا أَنْ يَظْهَرُوهُ وَمَا اسْتَطَاعُوا لَهُ نَقْبًا ۝٩٧ قَالَ هَذَا رَحْمَةٌ مِنْ رَبِّي فَإِذَا جَاءَ وَعْدُ رَبِّي جَعَلَهُ دَكَّاءَ وَكَانَ وَعْدُ رَبِّي حَقًّا ۝٩٨﴾

### في كتب التفسير

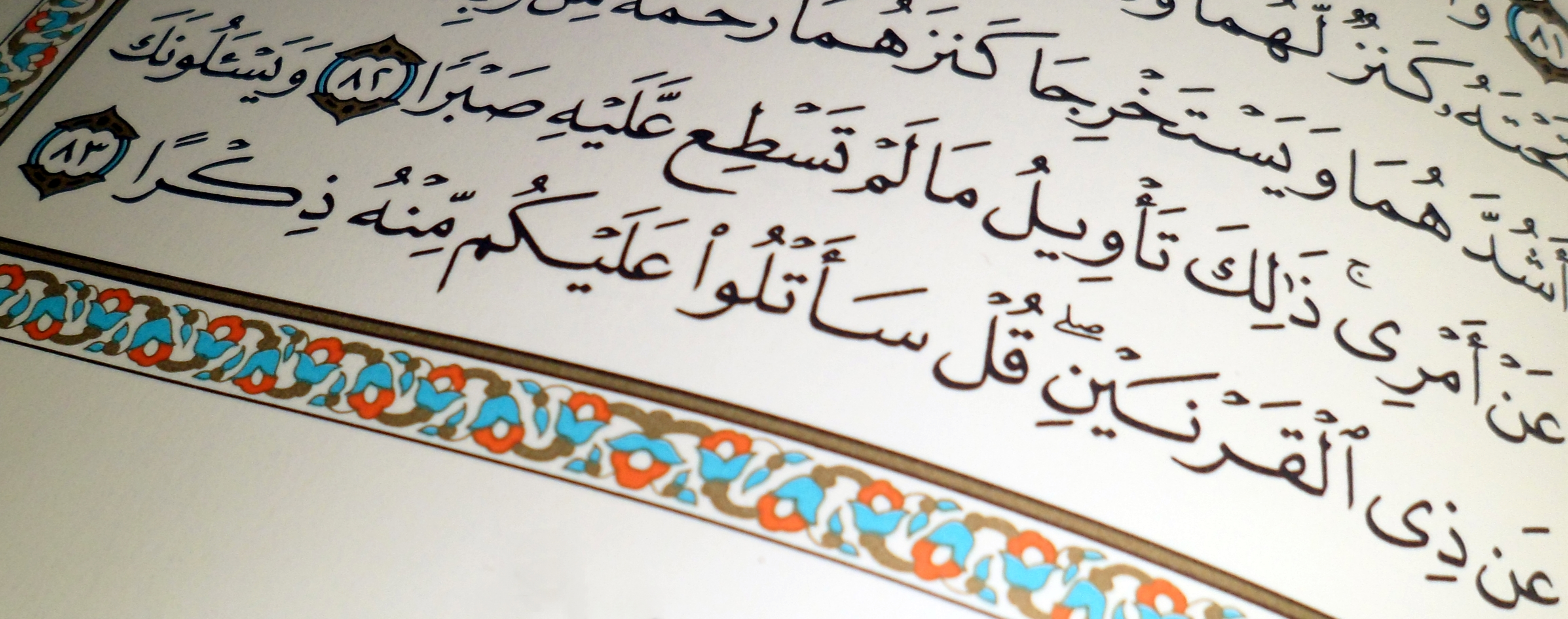
الآية الثالثة والثمانين من سورة الكهف التي بدأ فيها ذكر القائد الصالح «ذو القرنين».

يذكر القرآن أن ذا القرنين هو ملك مكن الله له في الأرض وآتاه الأسباب، وكان يفتح البلدان، حتى إذا اتجه إلى الغرب، وصل إلى مكان تبدو فيه الشمس كأنها تغيب من وراءه حيث كان يظن الناس ألا يابسة وراءه، وكان أهل هذه المنطقة كفارًا؛ فخيره الله بين أن يعذبهم وبين أن يتركهم، فأعلن أنه سيعاقب المعتدين الظالمين في الدنيا، ثم حسابهم على الله يوم القيامة. أما من آمن، فسيكرمه ويحسن إليه. ولما وصل إلى مغرب الشمس كر راجعًا، قاصدًا مطلعها، متبعا للأسباب، فوصل إلى مطلع الشمس فوجدها تطلع على أناس ليس لهم ستر من الشمس، إما لعدم استعدادهم في المساكن، وذلك لزيادة همجيتهم وتوحشهم، وعدم تمدنهم، وإما لكون الشمس دائمة عندهم، لا تغرب عنهم غروبًا يذكر.

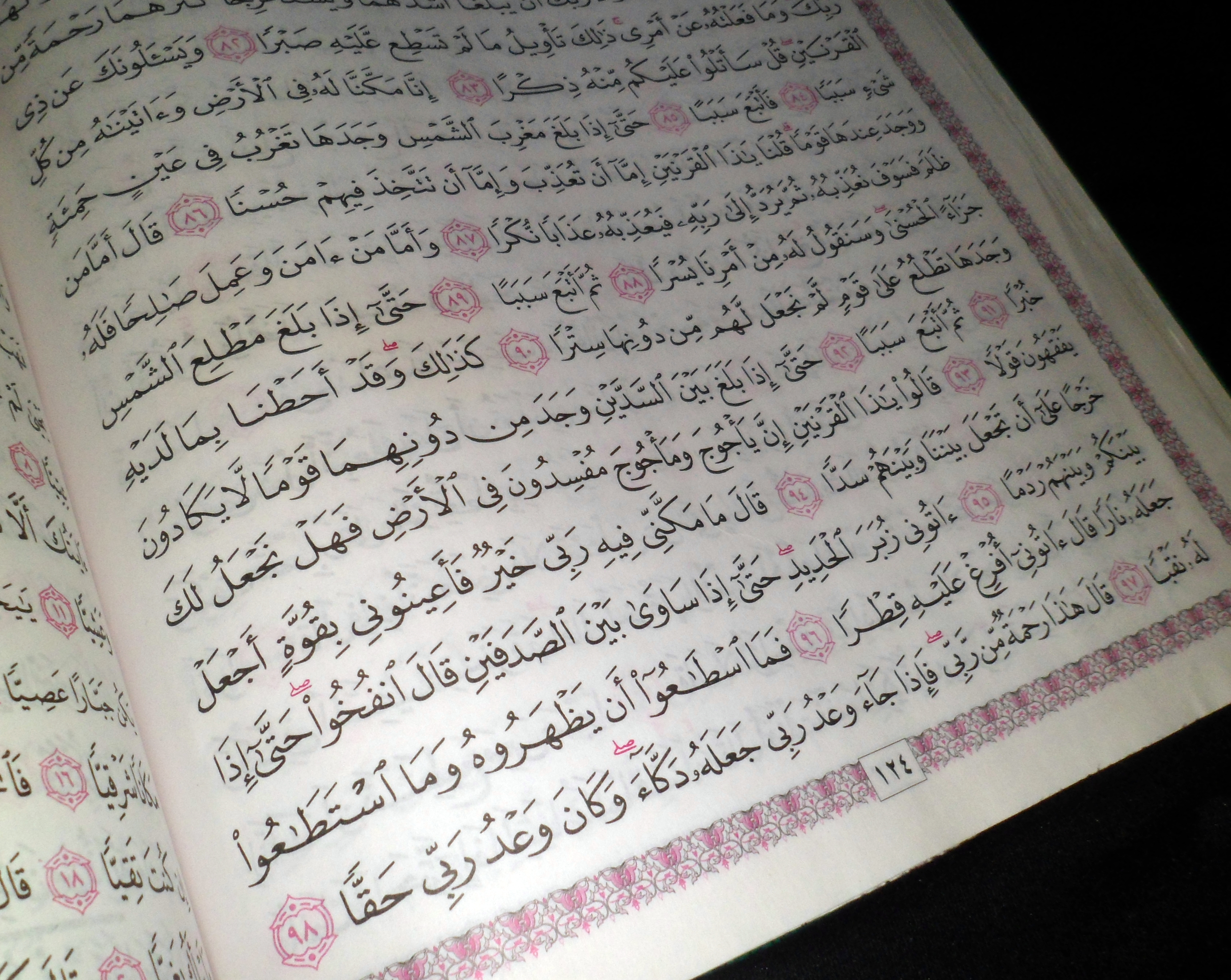
سورة الكهف من الآية الثالثة والثمانين حتى الآية الثامنة والتسعين، أي المقطع الذي ذُكرت فيه قصة ذو القرنين كاملةً.

ثم ذهب متوجها من المشرق، قاصدا للشمال، فوصل إلى ما بين السدين، وهما سدان، كانا سلاسل جبال معروفين في ذلك الزمان، وجد من دون السدين قوما، لا يكادون يفقهون قولا لعجمة ألسنتهم، واستعجام أذهانهم وقلوبهم، فاشتكوا إليه ضرر يأجوج ومأجوج، وهما أمتان عظيمتان من بني آدم. فلم يأخذ منهم أجرة، ولكن طلب منهم أن يعينونه بقوتهم، وطلب منهم أن يأتوه بالحديد والنحاس، وأمرهم أن ينفخوا في الحديد، واستعملوا لها المنافيخ لتشتد، فتذيب النحاس، فلما ذاب النحاس، الذي يريد أن يلصقه بين زبر الحديد فأفرغ عليه القطر، فاستحكم السد، فلم يستطع يأجوج ومأجوج أن يثقبوه.
يرد روايات في كتب التفسير في سبب نزول قصة ذي القرنين، أن مشركي قريش أرسلوا النضر بن الحارث وعقبة بن أبي معيط إلى أحبار اليهود في يثرب وقالوا لهم: "سَلُوهُمْ عَنْ مُحَمَّدٍ، وَصِفُوا لَهُمْ صِفَتَهُ، وَأَخْبِرُوهُمْ بِقَوْلِهِ، فَإِنَّهُمْ أَهْلُ الْكِتَابِ الْأَوَّلِ، وَعِنْدَهُمْ عِلْمُ مَا لَيْسَ عِنْدَنَا مِنْ عِلْمِ الْأَنْبِيَاءِ"، فقالت أحبار اليهود: "سَلُوهُ عَنْ ثَلَاثٍ نَأْمُرُكُمْ بِهِنَّ فَإِنْ أَخْبَرَكُمْ بِهِنَّ فَهُوَ نَبِيٌّ مُرْسَلٌ، وَإِنْ لَمْ يَفْعَلْ فَالرَّجُلُ مُتَقَوِّلٌ، فَرَوْا فِيهِ رَأْيَكُمْ، سَلُوهُ عَنْ فِتْيَةٍ ذَهَبُوا فِي الدَّهْرِ الْأَوَّل، ِ مَا كَانَ مِنْ أَمْرِهِمْ، فَإِنَّهُ كَانَ لَهُمْ حَدِيثٌ عَجِيبٌ، وَسَلُوهُ عَنْ رَجُلٍ طَوَّافٍ قَدْ بَلَغَ مَشَارِقَ الْأَرْضِ وَمَغَارِبَهَا، وَمَا كَانَ نبأه، وَسَلُوهُ عَنِ الرُّوحِ مَا هُوَ. فلما سألت قريش النبي الأسئلة الثلاثة، قال لهم: "أُخْبِرُكُمْ بِمَا سَأَلْتُمْ عَنْهُ غَدًا"، لكن ظل النبي 15 ليلة لا يأتيه الوحي حتى أحزن النبي، وشق عليه ما يتكلم به أهل مكةَ، ثم جاءه جبريل من الله بسورة الكهف. ضعَّف هذا الحديث ابن حجر العسقلاني وغيره.

### أقوال العلماء المسلمين
اختلف أهل التفسير في ذي القرنين فقيل: كان نبيًا، وقيل: كان ملكًا. قال ابن كثير: «والصحيح أنه كان ملكًا من الملوك العادلين»، قال ابن عباس: «كان ذو القرنين ملكًا صالحًا، رضي الله عمله، وأثنى عليه في كتابه»، وسئل علي بن أبي طالب عن ذي القرنين؟ فقال: «لم يكن نبيًا ولا رسولاً ولا ملكًا، ولكن كان عبدًا صالحًا». وقال وهب بن منبه: «كان له قرنان من نحاس في رأسه»، قال ابن كثير: «وهذا ضعيف». وقيل: سمي بذي القرنين؛ لأنه ملك فارس والروم، فلقب بهذا. وقيل: لأنه بلغ قرني الشمس شرقًا وغربًا، وملك ما بينهما من الأرض، وقيل: إنه ملك الأرض أربعة: اثنان مسلمان: سليمان، وذو القرنين، واثنان كافران: النمرود، وبختنصر. ورد في تفسير معنى اسمه أنه سمي بذي القرنين لأنه ورد أقصى الأرض في المغرب وأقصاها في المشرق، وقيل بسبب شج قرني رأسه، وقيل غير ذلك، وسبب التسمية غير متفق عليه، وفيها عدة أقوال ذكرها أهل كتب التفسير.
ذكر ابن كثير أن ذا القرنينِ أسلَم على يدَي إبراهيمَ، وطاف معه بالكعبة هو وإسماعيل، وذكر الطبري أنه كان في زمن الخضر، وأن الخضر كان على مُقدَّمِة جيشه، وكان عنده بمنزلة المُشاوِر، الذي هو مِن المَلِك بمنزلة الوزيرِ، وعلق ابن كثير على ذلك فقال: والصحيح أنه -أي الخضر- كان في زمن أفريدون، واستمرَّ حيًّا إلى أن أدركه موسى.

## في الیهودیة
ورد في الكتاب المقدس قصة قائد صالح، سُمي بـ لوقرانائيم أو صاحب القرنين في سفر دانيال: أَمَّا الْكَبْشُ الَّذِي رَأَيْتَهُ ذَا الْقَرْنَيْنِ فَهُوَ مُلُوكُ مَادِي وَفَارِسَ. وَالتَّيْسُ الْعَافِي مَلِكُ الْيُونَانِ، وَالْقَرْنُ الْعَظِيمُ الَّذِي بَيْنَ عَيْنَيْهِ هُوَ الْمَلِكُ الأَوَّلُ. وَإِذِ انْكَسَرَ وَقَامَ أَرْبَعَةٌ عِوَضًا عَنْهُ، فَسَتَقُومُ أَرْبَعُ مَمَالِكَ مِنَ الأُمَّةِ، وَلكِنْ لَيْسَ فِي قُوَّتِهِ. وَفِي آخِرِ مَمْلَكَتِهِمْ عِنْدَ تَمَامِ الْمَعَاصِي يَقُومُ مَلِكٌ جَافِي الْوَجْهِ وَفَاهِمُ الْحِيَلِ. وَتَعْظُمُ قُوَّتُهُ، وَلكِنْ لَيْسَ بِقُوَّتِهِ. يُهْلِكُ عَجَبًا وَيَنْجَحُ وَيَفْعَلُ وَيُبِيدُ الْعُظَمَاءَ وَشَعْبَ الْقِدِّيسِينَ. وَبِحَذَاقَتِهِ يَنْجَحُ أَيْضًا الْمَكْرُ فِي يَدِهِ، وَيَتَعَظَّمُ بِقَلْبِهِ. وَفِي الاطْمِئْنَانِ يُهْلِكُ كَثِيرِينَ، وَيَقُومُ عَلَى رَئِيسِ الرُّؤَسَاءِ، وَبِلاَ يَدٍ يَنْكَسِرُ.دانيال 8] كما جاء أن ذا القرنين هو أحد ملوك مادي وفارس: أَمَّا الْكَبْشُ الَّذِي رَأَيْتَهُ ذَا الْقَرْنَيْنِ فَهُوَ مُلُوكُ مَادِي وَفَارِسَ. وَالتَّيْسُ الْعَافِي مَلِكُ الْيُونَانِ، وَالْقَرْنُ الْعَظِيمُ الَّذِي بَيْنَ عَيْنَيْهِ هُوَ الْمَلِكُ الأَوَّلُ.
قال بعض مفسري التوراة أنه يُحتمل أن يكون هو الإسكندر الأكبر، بينما ذُكر الإسكندر في سفر المكابيين الأول لكن لم يتطرق الكتاب أبدًا إلى محاولة الربط بينهما، جاء في سفر المكابيين الأول: إن الإسكندر بن فيلبس المقدوني بعد خروجه من أرض كتيم وإيقاعه بدارا ملك فارس وماداي ملك مكانه وهو أول من ملك على اليونان. ثم أثار حروبًا كثيرة وفتح حصونًا متعددة وقتل ملوك الأرض. واجتاز إلى اقاصي الأرض وسلب غنائم جمهور من الأمم فسكتت الأرض بين يديه فترفع في قلبه وتشامخ. وحشد جيشًا قويًا جدًا. واستولى على البلاد والأمم والسلاطين فكانوا يحملون إليه الجزية. وبعد ذلك انطرح على فراشه وأحس من نفسه بالموت. فدعا عبيده الكبراء الذين نشأوا معه منذ الصباء فقسم مملكته بينهم في حياته. وكان ملك الاسكندر اثنتي عشرة سنة ومات.المكابيين 1] وكذلك ذُكر كورش الكبير في العهد القديم كسفر عزرا الإصحاح 1، وسفر دانيال الإصحاح 6 وسفر أشعياء الإصحاح 44 و45، ووصفه سفر أشعياء بـ «راعي الرب» وقال في الإصحاح 45: «هكذا يقول الرب لمسيحه لكورش الذي أمسكت بيمينه لأدوس أمامه أمما وأحقاء ملوك أحل لأفتح أمامه المصراعين والأبواب لا تغلق. أنا أسير قدامك والهضاب أمهد أكسر مصراعي النحاس ومغاليق الحديد أقصف. وأعطيك ذخائر الظلمة وكنوز المخابي. لكي تعرف أني أنا الرب الذي يدعوك باسمك. لقبتك وأنت لست تعرفني». لكن لم يتم التطرق أو الربط بينه وبين لوقرانائيم أو صاحب القرنين.

## الخلاف حول هوية ذي القرنين
هناك اختلاف حول هوية ذي القرنين بمقارنة شخصيته بالشخصيات التاريخية، عادة ما يقارن بعض المؤرخين شخصية ذي القرنين بعدة شخصيات تاريخية أمثال الإسكندر المقدوني، وكورش الكبير، والصعب بن مراثد ملك حمير، وحتى أخناتون. يُعرِّف بعض العلماء المسلمين الغربيين والتقليديين الإسكندر الأكبر بأنه هو ذو القرنين. بينما تشير المصادر الإسلامية القديمة إلى ملك ما قبل الإسلام من جنوب شبه الجزيرة العربية من ملوك حمير واليمن، بينما يميل المودودي إلى أنه كورش الكبير.

### الإسكندر الأكبر

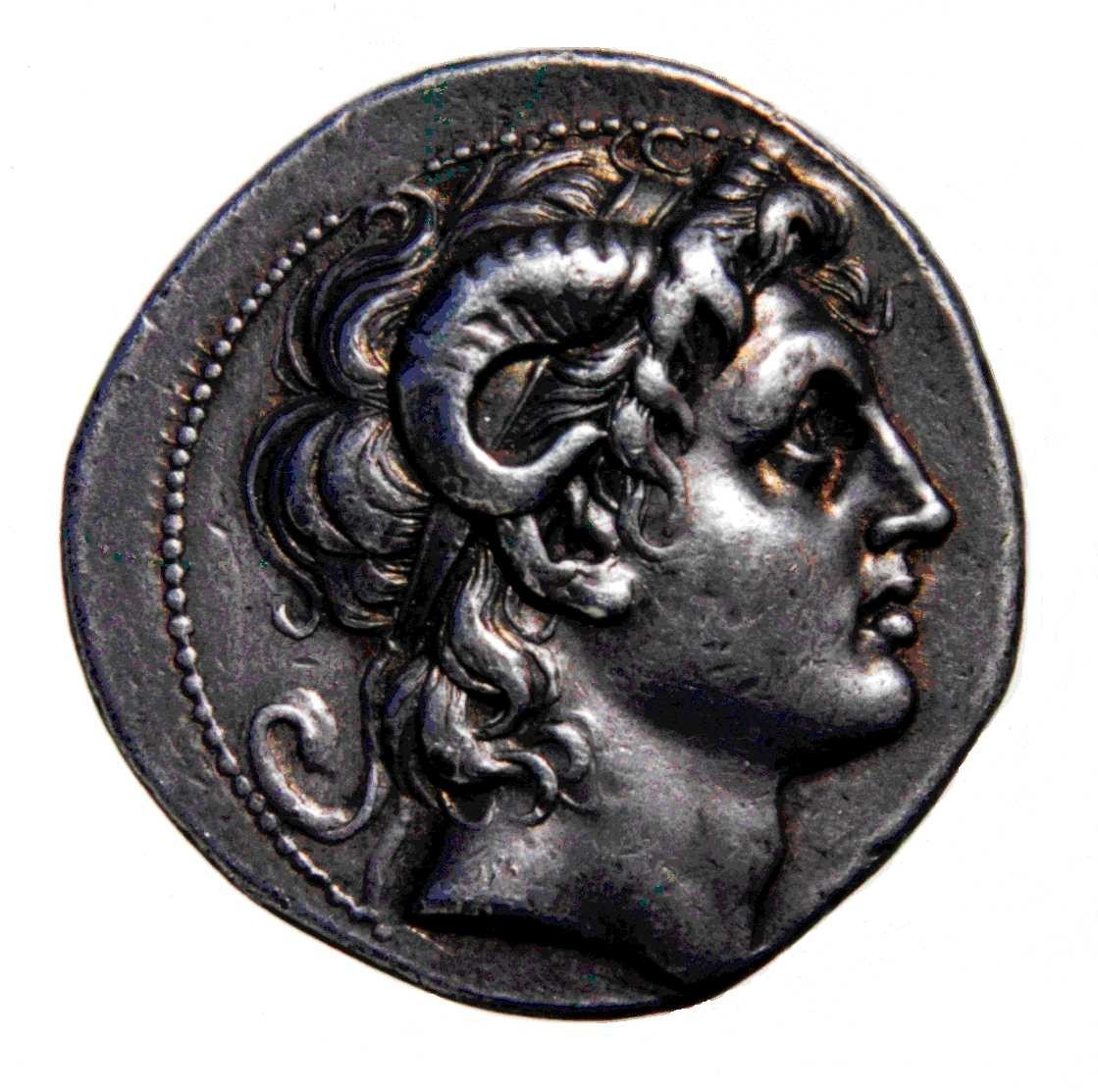
في أغلب المسكوكات التي ترجع إلی عهد الإسكندر الكبير يظهر صورته وعلى رأسه قرني كبش.

يرى بعض المؤرخين المسلمين أن هناك تشابه بين قصة الإسكندر الأكبر وقصة ذي القرنين، بينما يرفض ذلك أغلب علماء الدين الإسلامي باعتبار أن الإسكندر المقدوني لم يدين بالتوحيد، ولم يكن مؤمنًا صالحًا مثل ذي القرنين. الاستدلال الأكبر من قِبل المؤرخين أن الإسكندر كان يظهر على رأسه قرني كبش في أغلب المسكوكات، وأنه غزا الشرق والغرب، يقول المورخ الإيراني أبو الفضل البلعمي: «سموا الإسكندر، ذو القرنين لأنه وصل من قرن إلى قرن وتسمى زوايا العالم بالقرن وإحدى الزوايا مكان شروق الشمس والزاوية الأخرى مكان مغرب الشمس وكل زاوية على حدة تسمى قرنا وتسميان قرنين مع بعضهما والله عز وجل سماه في القرآن ذو القرنين».
بينما ينكر ذلك أغلب علماء الدين الإسلامي، ويستدلوا بعدة أدلة، منها أنه لم يكن موحدًا، وأن زمن الإسكندر الأكبر مختلف عن زمن ذي القرنين، فيذكر ابن كثير الدمشقي أنه بين زمانيهما أزيد من ألفي سنة. أما الاختلاف الثالث فأن الإسكندر كان من اليونان، وذي القرنين من العرب. كما يعتقد عدد من علماء المسلمين أن ذي القرنين كان في زمن إبراهيم، وقد ذكر الأزرقي وابن كثير الدمشقي أن ذا القرنين أسلم على يدي إبراهيم وطاف معه بالكعبة هو وإسماعيل، يقول ابن حجر العسقلاني:
| ذو القرنين | الْإِسْكَنْدَر الْيُونَانِيّ كَانَ قَرِيبًا مِنْ زَمَن عِيسَى عَلَيْهِ السَّلَام، وَبَيْن زَمَن إِبْرَاهِيم وَعِيسَى أَكْثَر مِنْ أَلْفَيْ سَنَة، وَالَّذِي يَظْهَر أَنَّ الْإِسْكَنْدَر الْمُتَأَخِّر لُقِّبَ بِذِي الْقَرْنَيْنِ تَشْبِيهًا بِالْمُتَقَدِّمِ لِسَعَةِ مُلْكه وَغَلَبَته عَلَى الْبِلَاد الْكَثِيرَة، أَوْ لِأَنَّهُ لَمَّا غَلَبَ عَلَى الْفُرْس وَقَتَلَ مَلِكهمْ اِنْتَظَمَ لَهُ مُلْك الْمَمْلَكَتَيْنِ الْوَاسِعَتَيْنِ الرُّوم وَالْفُرْس فَلُقِّبَ ذَا الْقَرْنَيْنِ لِذَلِكَ. والْحَقّ أَنَّ الَّذِي قَصَّ اللَّه نَبَأَهُ فِي الْقُرْآن هُوَ الْمُتَقَدِّم. وَالْفَرْق بَيْنهمَا مِنْ أَوْجُهٍ: أَحَدهَا: مَا ذَكَرْته. الثَانِي: أنّ الْإِسْكَنْدَر َكَانَ كَافِرًا، وَكَانَ مُعَلِّمُهُ أَرَسْطَاطَالِيس، وَكَانَ يَأْتَمِر بِأَمْرِهِ، وَهُوَ مِنْ الْكُفَّار بِلَا شَكّ، الثَالِث : كَانَ ذُو الْقَرْنَيْنِ مِنْ الْعَرَب، وَأَمَّا الْإِسْكَنْدَر فَهُوَ مِنْ الْيُونَان. | ذو القرنين |

ويقول ابن تيمية: «وليس هذا الإسكندر هو ذا القرنين المذكور في القرآن كما يظن ذلك طائفة من الناس، فإن ذلك كان متقدمًا على هذا وذلك المتقدم هو الذي بنى سد يأجوج ومأجوج، وهذا المقدوني لم يصل إلى السد، وذاك كان مسلمًا موحدًا وهذا المقدوني كان مشركًا هو وأهل بلده اليونان كانوا مشركين يعبدون الكواكب والأوثان».

### كورش الكبير

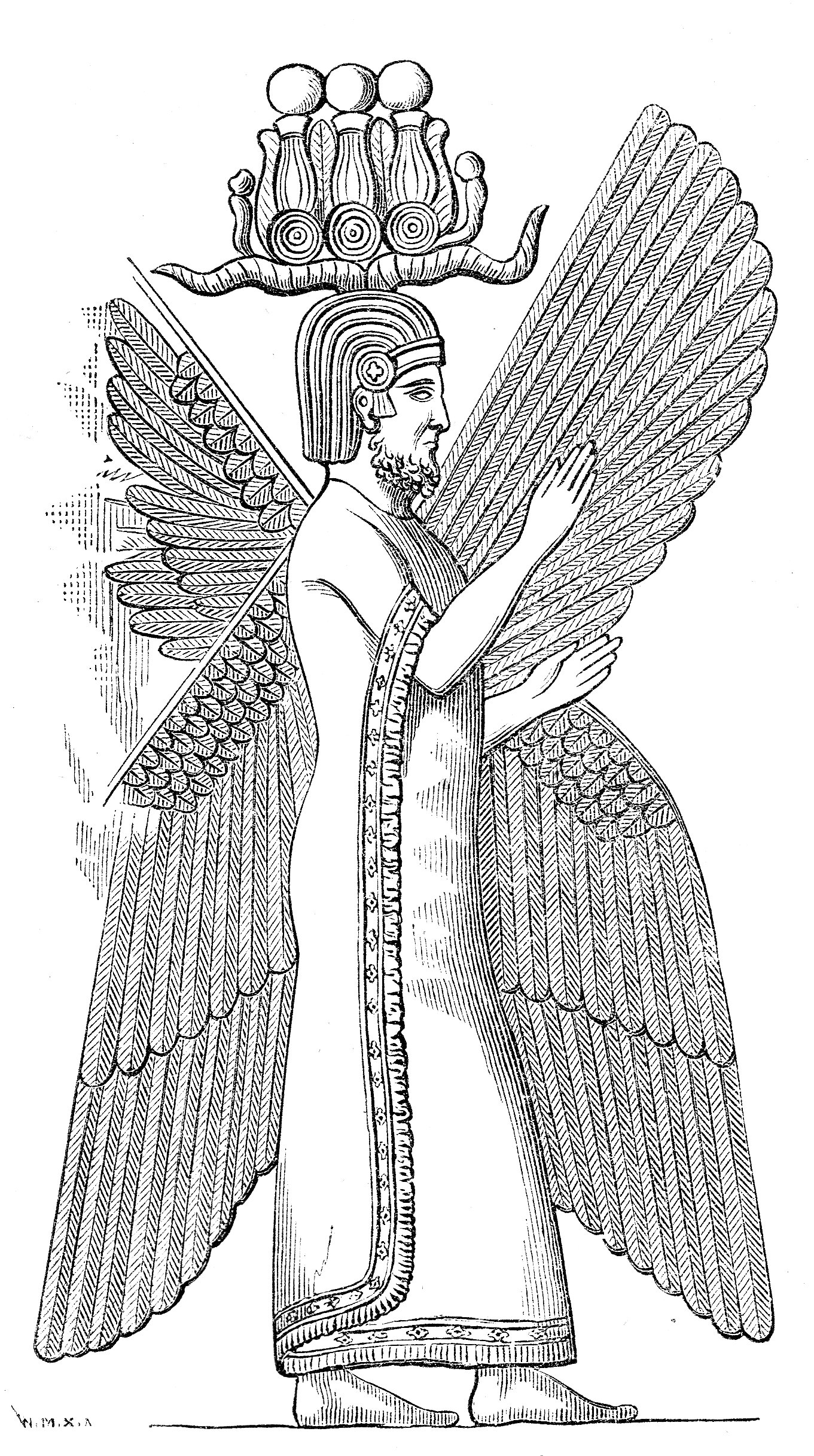
رسم لكورش الكبير يحمل فوق رأسه تاجا به قرنان.

يعتقد البعض أن ذا القرنين المذكور في القرآن هو كورش الكبير. أول من اقترح ذلك كان عالم اللغة الألماني ريدشولب في عام 1855، لكنها فشلت في اكتساب متابعين بين العلماء الغربيين، لكنها لاقت رواجًا من قِبل العديد من العلماء والمعلقين الهنود والباكستانيين والإيرانيين أمثال أبو الكلام آزاد، وإسرار أحمد، وأبو الأعلى المودودي، وجواد أحمد غامدي، كما ذكر ذلك الطباطبائي في تفسيره، وناصر مكارم الشيرازي في تفسيره، والباحث الأحمدي محمد علي. فيعتقدون أن كورش كان موحدًا، ويستدلون بسفر دانيال 8 الذي يذكر أن ذا القرنين هو أحد ملوك مادي وفارس: أَمَّا الْكَبْشُ الَّذِي رَأَيْتَهُ ذَا الْقَرْنَيْنِ فَهُوَ مُلُوكُ مَادِي وَفَارِسَ. وَالتَّيْسُ الْعَافِي مَلِكُ الْيُونَانِ، وَالْقَرْنُ الْعَظِيمُ الَّذِي بَيْنَ عَيْنَيْهِ هُوَ الْمَلِكُ الأَوَّلُ. كما سماه سفر أشعياء بـ «راعي الرب» وقال في الإصحاح 45: «هكذا يقول الرب لمسيحه لكورش الذي أمسكت بيمينه لأدوس أمامه أممًا وأحقاء ملوك أحل لأفتح أمامه المصراعين والأبواب لا تغلق. أنا أسير قدامك والهضاب أمهد أكسر مصراعي النحاس ومغاليق الحديد أقصف. وأعطيك ذخائر الظلمة وكنوز المخابي. لكي تعرف أني أنا الرب الذي يدعوك باسمك. لقبتك وأنت لست تعرفني». وكان اليهود يُجلّون كورش الكبير، لأن غزوه هو الذي تسبب في سقوط مملكة بابل وتحرير بني إسرائيل، وكانت القرون رمزًا مألوفًا للقوة في ممالك بلاد ما بين النهرين، وانتشرت غزوات كورش إلى سوريا وآسيا الصغرى في الغرب وإلى السند في الشرق، وامتدت مملكته إلى القوقاز في الشمال.
بينما يرى المعارضين لذلك أن شخصية كورش الكبير لا تنطبق مع الصورة التي رسمها القرآن لذي القرنين كقائد مؤمن مجاهد يحارب في سبيل الله، كذلك لم يُدعى قط كورش بلقب ذي القرنين، وأن كورش زردشتي حسب الآثار والنقوش التي تعود لعصره، ولا يوجد دليل على توحيده، فحسب أسطوانة كورش الشهيرة والتي كتبت بأمره بعد غزوه لبابل وتحريره لليهود، ذُكر فيها أن كبير آلهة قدماء البابليين مردوخ أرسل قورش ليخلصهم من حكم الملك البابلي نبو نيد.
في خريطة أوروبية تعود للقرن الخامس عشر، يوجد نقش يقول أن ملكًا من بلاد فارس (يُدعى Artaxor) سجن بعض الناس في أرض يأجوج ومأجوج. اعتبر ابن نديم أرطخاشت كاسم كشتاسب (ملك من سلالة كياني).

### بن معد
وردت بعض الاثار عن ابن عباس في نسب ذي القرنين، إذ رويَ عَنْ عِكْرِمَةَ عَنِ ابْنِ عَبَّاسٍ رَضِيَ اللهُ عَنْهُمَا قَالَ « ذُو الْقَرْنَيْنِ عَبْدُ اللهِ بْنُ الضَّحَّاكِ بْنِ مَعْدٍ» 
وروي عن الزبير انه قال « ذُو الْقَرْنَيْنِ هُوَ عَبْدُ اللهِ بْنُ الضّحّاكِ بْنِ مَعَدّ» وينسب هذا القول إلى علي بن ابي طالب أيضا

### ملك من ملوك حَميَر
وردت بعض الآثار الإسلامية المنسوبة للصحابة والتابعين أن ذا القرنين أنه من ملوك حمير، وكان ملوك حمير التبابعة يحملون ألقاب بها حرف «ذو» مثل: ذو نواس الحميري والملك سيف بن ذي يزن والملك ذو رعين الحميري والملك عمرو ذو غمدان، والملك عامر ذو رياش، والملك إفريقيس بن ذي المنار والملكة لميس بن ذي مرع وغيرهم كثيرون.
واختلفوا في اسمه فقالوا: اسمه الصعب بن مرائد، وهو أول التبابعة، وهو الذي حكم لإبراهيم في بئر السبع. وفي خطبة قس بن ساعدة قال: «يا معشر إياد، أين الصعب ذو القرنين، ملك الخافقين، وأذل الثقلين، وعمر ألفين، ثم كان كلحظة عين». ويُروى عن ابن عباس أنه سئل عن ذي القرنين من كان، فقال: «هو من حمير، وهو الصعب بن مراثد، وهو الذي مكن الله له الأرض وأتاه الله من كل شي سببا»، وقد سئل كعب الأحبار عن ذي القرنين فقال: «الصحيح عندنا من علوم أحبارنا وأسلافنا أنه من حمير، وأنه الصعب». وذكر المقريزي أن اسمه الصعب بن مراثد بن الحارث الرائش بن الهمال في سدد بن عاد بن منح بن عامر الملطاط بن سكسك بن وائل بن حمير بن سبأ بن يشجب بن يعرب بن قحطان بن هود. وقيل: كان اسمه مرزبى بن مرذبة، وذكر الدارقطني وابن ماكولا أن اسمه هرمس. ويقال: هرديس بن فيطون بن رومي بن لنطي بن كسلوجين بن يونان بن يافث بن نوح، وقيل: إنه أفريدون بن أسفيان، الذي قتل الملك الضحاك. وقال أبو جعفر الطبري: «وكان الخضر في أيام أفريدون الملك بن الضحاك في قول عامة علماء أهل الكتاب الأول، وقيل: موسى بن عمران (عليهما السلام) وقيل: إنه كان على مقدمة ذي القرنين الأكبر الذي كان على أيام إبراهيم الخليل وإن الخضر بلغ مع ذي القرنين أيام مسيره في البلاد نهر الحياة فشرب من مائه وهو لا يعلم به ذو القرنين ولا من معه فخلد وهو حي عندهم إلى الآن، وقال آخرون إن ذا القرنين الذي كان على عهد إبراهيم الخليل هو أفريدون بن الضحاك وعلى مقدمته كان الخضر وهذا الرأي ضعيف».
وقد ذكر أيضاً ابن هشام هذا القول (غير جازمًا به) أنه أحد ملوك حمير التبابعة في كتابه التيجان، وأبو الريحان البيروني في كتابه الآثار الباقية عن القرون الخالية، وأجزم بهذا القول نشوان الحميري في كتبه «شمس العلوم» وكتاب «خلاصة السير الجامعة لعجائب أخبار الملوك التبابعة»، وقد جاء في بعض أشعار الحميريين تفاخرهم بجدهم ذي القرنين.
أنكر عدد من المؤرخين هذه الأقوال، وذكروا أن الأشعار التي تذكر ذا القرنين وأنه من حمير غير مسندة، وقد تكون كُتبت بعد الإسلام، وأن الأخبار عن ملوك حمير أشبه بالأقاصيص الموضوعة ولا دليل قوي عليها.

### أخناتون
يرى حمدي بن حمزة أبو زيد عضو مجلس الشورى السعودي في كتابه فك أسرار ذي القرنين ويأجوج ومأجوج، أن ذو القرنين ما هو إلا أخناتون ذلك الملك المصري الداعي للتوحيد.

## في الأدب
كان ذو القرنين موضوعاً مفضلاً للكتاب والأدباء. تسرد إحدى النسخ العربية والفارسية من كتاب ألف ليلة وليلة قصة لقاء الإكسندر أو ذي القرنين مع حكماء هنود، لم يكن لديهم ممتلكات سوى حفر القبور على أبواب منازلهم؛ وأوضح ملكهم أنهم فعلوا ذلك لأن اليقين الوحيد في الحياة هو الموت. كما وصف الشاعر الصوفي جلال الدين الرومي رحلة ذو القرنين الشرقية في إحدى أعماله.
كُتبت ملحمة باللغة الملايوية بعنوان «حكايات إسكندر ذو القرنين»، تصف مآثر خيالية للإسكندر ذو القرنين، حيث تعتقد الملحمة أن الإسكندر الأكبر وذا القرنين هما شخص واحد. وتزعم الملحمة أن ذا القرنين كان ملك عظيم حكم مباشرة ممالك مينانغكاباو في سومطرة بإندونيسيا. وأنه كان جد ملوك سومطرة مثل راجا راجندرا تشولا المذكور في السجلات التاريخية لملايو.

## قبره
ذكر الهمداني في كتابه صفة الجزيرة عن وجود قبر ذي القرنين في مدينة أبها فقال: «وهي أبها وبها قبر ذي القرنين فيما يقال عثر عليه على رأس ثلاثمئة من تاريخ الهجرة،»، وله مسجد بالقرب من القبر على طراز قديم جدًا ينسب إليه.